# Кабин, Ричард Макферрен
Ричард Макферрен Кабин (англ. Richard McPherren Cabeen; 11 мая 1887 — 13 апреля 1969) — американский филателист, журналист, прозаик. Член Американского филателистического общества. Член и основатель Чикагского филателистического общества (штат Иллинойс).

## Вклад в филателию
Особый интерес Кабина представляли почтовые марки Соединенных Штатов 1851—1857 годов номиналом 3 цента. Помимо сбора и изучения классических марок США, Кабин также уделял внимание истории почты Чикаго и Иллинойса.
Один из выдающихся писателей филателистической литературы. Дебютировал в 1913 году, первоначально писал для журнала The Collector’s Journal и Weekly Philatelic Gossip, а с 1932 по 1969 год вёл филателистическую колонку для Chicago Tribune. Автор серии монографий под названием «Серия буклетов по маркам США», в 1957 году опубликовал книгу «Стандартный справочник по коллекционированию марок», которая неоднократно переиздавалась. Соавтор книги The First Hundred Years of Territorial Postmarks 1787—1887 («Первые сто лет территориальных почтовых марок 1787—1887 годов»), первоначально печатавшейся в виде статей, которые позже вышли отдельной книгой.
В августе 1967 года Кабин завещал свой особняк Чикагскому клубу коллекционеров, чтобы его можно было использовать как центр Чикагского филателистического общества.

## Награды
- Премия Ньюбери (Newbury Award, 1953) Чикагского филателистического общества.
- Премия Лаффа (Luff Award) Американского филателистического общества
- Лауреат Зала славы Американского филателистического общества (1971)
- Пожизненный почетный член Чикагского филателистического общества (1968)).